# ベンガル太守

ベンガル太守
ムルシダーバード太守
Nawab of Bengal
Nawab of Murshidabad

ベンガル太守の支配領域（1776年）

ベンガル太守（ベンガルたいしゅ、ベンガリー語：বাংলা ও মুর্শিদাবাদের নবাবগণ, 英語：Nawab of Bengal）は、ムガル帝国の東インド、ベンガル地方（現在のバングラデシュと西ベンガル州）の地方長官、つまり太守（ナワーブ）のことである。1880年にベンガル太守の称号は廃止され、1882年からはムルシダーバード太守（Nawab of Murshidabad）となった。首府はダッカ、ムルシダーバード、ムンガー。今日の国家がバングラデシュ、インド (ビハール州) (ジャールカンド州) (西ベンガル州)。
ベンガル太守はベンガルのほか、ビハール、オリッサの両州も管轄した。そのため、ベンガル、ビハール、オリッサの太守あるいはベンガル総督とも呼ばれる。ビハール、オリッサの両州に関してはベンガル太守が兼任する場合もあれば、別に太守が立てられる場合もあった。

## 歴史

### 設置
ベンガル太守の役職は、ムガル帝国のアクバルの治世、1576年にベンガル地方を支配していたベンガル・スルターン朝を滅ぼすとともに設置された。
それ以来、ベンガル太守はムガル帝国の一州を統治する地方長官として、皇帝の任命のもと、ダッカを首府にこの地を支配した。

### ムルシド・クリー・ハーンの活躍と独立

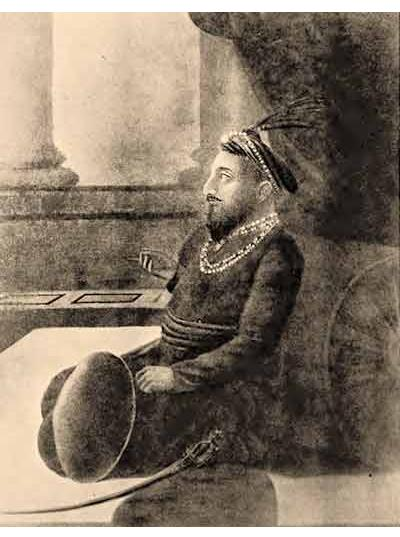
ムルシド・クリー・ハーン

18世紀初頭、ムガル帝国が衰退すると、ベンガル太守は地方政権化した。
地方政権の祖であるムルシド・クリー・ハーンの経歴を見ると、彼はもともとイラン人貴族の奴隷だったが、皇帝アウラングゼーブに歳入改善などの実績を認められ、抜擢された人物だった。
1690年代にベンガルに深刻な反乱が起きると、1697年にアウラングゼーブは孫のアズィーム・ウッシャーンを新たなベンガル太守とし、ムルシド・クリー・ハーンを補佐役とした。その後、1698年にアズィーム・ウッシャーンは反乱を鎮圧すると、アウラングゼーブの息子ら同様、いずれ争われるだろう帝位を狙うようになり、彼はベンガルにおいてさまざま手段で不正蓄財を企てるようになった。
そのため、清廉潔白なムルシド・クリー・ハーンは、太守の不正蓄財をやめさせるべく苦慮することとなり、1700年ごろからベンガルにおいて改革を行った。彼はベンガルにおける余剰金をほかの地方に回させないようにしたり、古いザミーンダールを新興の自作農に変えたり、期限内に徴税、納税できないザミーンダールを厳罰に処し、逆に義務を果たすザミーンダールを優遇したりした。
そのうち、ムルシド・クリー・ハーンのほうが政治的手腕に優れていることが分かり、アウラングゼーブの了承を得て彼がベンガルを取り仕切るようになった。また、1704年には、ベンガルの行政府があったダッカからムルシダーバードへと遷都している。
1712年、皇帝バハードゥル・シャー1世の死後、その次男であったアズィーム・ウッシャーンは皇位継承戦争で戦いに敗れて殺害された。戦争後、皇帝となったジャハーンダール・シャーは悪政により人望を失い、アズィーム・ウッシャーンの遺児ファッルフシヤルはジャハーンダール・シャーを討つためベンガルを出陣し、1713年にジャハーンダール・シャーを討ち皇帝となった。
1717年、ムルシド・クリー・ハーンは皇帝ファッルフシヤルより、正式にベンガル太守に任命された。しかし、同年にファッルフシヤルはイギリス東インド会社に対し、ベンガルにおける関税の免除特権（会社員の私貿易は含まれない）をあたえる勅令を出し、これはのちに地方政権との間で大きな問題となった。このとき与えられた免除特権では、イギリス東インド会社は関税なしで自由に物産を輸出入することができ、こうした物産の移動に対するスタッグと呼ばれる自由通関券する権利も与えられていた。この免除特権は太守の税収の減少を意味し、また自由通関券を発行する権利は会社社員が私貿易の税を免除するのに利用され、以降太守らとの摩擦につながった。
1724年、ムガル帝国の宰相アーサフ・ジャー（ニザームル・ムルク）がデカンのハイダラーバードで独立し、アワド太守のサアーダト・アリー・ハーンもアワドで独立して王朝を樹立するなど、ムガル帝国の広大な領土の解体は徐々に進んでいった。
1727年6月30日、ムルシド・クリー・ハーンが死ぬと、指名を受けていた孫のサルファラーズ・ハーンが太守位を継承した。だが、その父で娘婿シュジャー・ウッディーン・ムハンマド・ハーンはこれに反対し、翌月に太守位を譲らせた。
同年、シュジャー・ウッディーン・ムハンマド・ハーンは先代が律儀に帝国へ払っていたベンガル地方の税収の納入を拒否し、ベンガルは実質的に独立して世襲王朝となった。
ベンガルの独立はムガル帝国に打撃を与え、この豊かなベンガルからの収入が途絶えた帝国はますます財政難となった。

### アリーヴァルディー・ハーンの治世

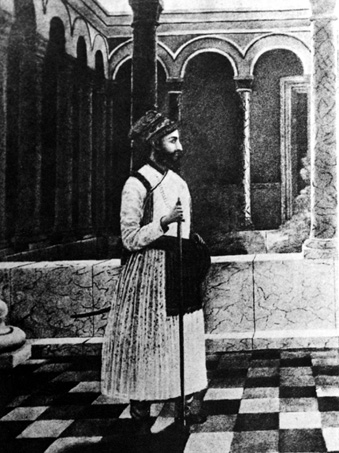
アリーヴァルディー・ハーン

1739年8月26日、シュジャー・ウッディーン・ムハンマド・ハーンが死ぬと、その息子サルファラーズ・ハーンが新たな太守となった。だが、父の副官だったアリーヴァルディー・ハーンは太守位を狙うようになり、1740年3月に反旗を翻した。
同年4月26日、サルファラーズ・ハーンとアリーヴァルディー・ハーンの両軍は、ベンガル地方の小村ギリヤーで激突した（ギリヤーの戦い）。だが、サルファラーズ・ハーンは武将アーラム・チャンド裏切られて敗れ、殺されてしまった。その後、アリーヴァルディー・ハーンは、ムガル帝国の皇帝ムハンマド・シャーにより、新たなベンガル太守に任命された。
1741年3月、太守アリーヴァルディー・ハーンは攻め込んできた隣国オリッサに勝ち、その領土を奪った。だが、敗れたオリッサ太守のルスタム・ジャングはこれに対し、マラーター同盟のボーンスレー家に援助を求めた。
これによりマラーターはベンガルへと侵攻し、豊かなこの地方の物資を略奪しはじめたが、アリーヴァルディー・ハーンは初期の侵攻はなんとか食い止めた。だが、マラーターはこのベンガル略奪に味をしめ、ベンガルそのものが滅ばない程度に、毎年ベンガルのあらゆる場所へ、何度も何度も略奪を繰り返すようになった（マラーターのベンガル遠征）。
その後、1751年5月、ベンガル太守アリーヴァルディー・ハーンはマラーターと講和し、10年にも及ぶ略奪に終止符を打っただが、その条約ではベンガルはスバルナレーカー以遠のオリッサの領土割譲を約したばかりか、ベンガルとオリッサの両州から毎年チャウタ（諸税の四分の一を徴収する権利）を支払うことなども約束させられた。
17世紀後半以降、イギリスとフランスはインド各地に拠点を築き、そのうちの一つであったベンガルでは、18世紀になるとそれぞれの拠点で睨み合っていた。とくにイギリスはマラーターの襲撃に乗じ、そのさなかにウィリアム要塞の強化に乗り出した。
しかし、アリーヴァルディー・ハーンはイギリスなどヨーロッパ諸国の貿易活動によってベンガルの経済が支えられていることを知っており、ベンガルにこれ以上要塞を建設しないことを条件にこれらの貿易活動を認めていた。彼はまた、衰退の一途たどっていたムガル帝国がもはやイギリス、フランスを強制するだけの力がないことを理解していた。

### シラージュ・ウッダウラの反英闘争とプラッシーの戦い

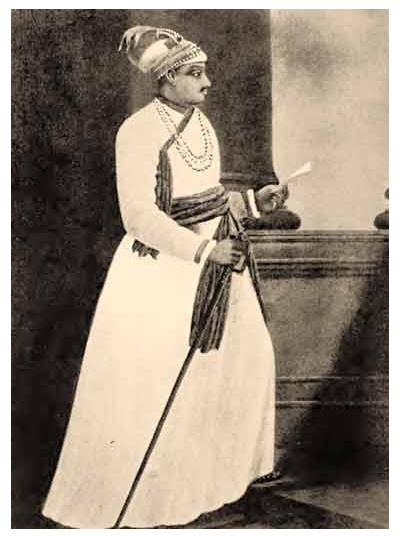
シラージュ・ウッダウラ

1756年4月1日、アリー・ヴァルディー・ハーンが死亡したことにより、孫のシラージュ・ウッダウラが太守位を継承した。だが、その継承をめぐって深刻な後継者争いが起きた。
即位後、シラージュ・ウッダウラは自分に敵対するガシティー・ベーグムに味方したダッカ市長フサイン・クリー・ハーンを殺害した。ガシティー・ベーグムは後任の市長にラージャ・ラージ・バラフを任命したため、シラージュ・ウッダウラはラージャ・ラージ・バラフが公金を横領したとして、その邸宅をおさえ彼を逮捕したが、息子のクリシュナ・ダースはイギリスのカルカッタに逃げ込んだ。
その際、シラージュ・ウッダウラはフランスに対抗するためイギリスが行ってきたカルカッタのウィリアム要塞の強化増築に不服であり、イギリス東インド会社の職員が行ってきた勝手な私貿易はベンガル経済に大きな打撃を与えていると抗議し、イギリスに対してただちにこれらの中止をイギリスに要求した。1717年の勅令に関しては、ムルシド・クリー・ハーンからアリーヴァルディー・ハーンまですべての太守がイギリスの解釈に異議を唱え、会社社員の私貿易における自由通関券の悪用を厳しき取り締まったが、社員らは隙を見つけては悪用していた。
だが、イギリスはシラージュ・ウッダウラの使者を追い返して、その要求を無視してこれらを続行したばかりか、クリシュナ・ダースの引き渡しも拒否した。同年5月、シラージュ・ウッダウラは敵対者である従兄弟シャウカト・ジャングの討伐のため進軍中だったが、その道中にこのイギリスの返答を聞き激怒し、イギリス人をベンガルから追い出すことを決定した。
同年6月、シラージュ・ウッダウラはフランスの支持を受けてカルカッタを攻め、ウィリアム要塞を包囲し、6月19日に占領した。その夜にイギリス兵捕虜146名がウィリアム要塞内の「ブラック・ホール」と名づけられた小さな牢獄に収容され、結果123名が窒息死する事件が起こった。これは、シラージュ・ウッダウラの部下がウィリアム要塞やこの牢獄を知らなかったから起ったことであり、必ずしも計画して行われたものではないが、イギリス人は「ブラック・ホール事件」、「ブラック・ホールの悲劇」として語り継いだ。その後、シラージュ・ウッダウラはイギリスの工場を破壊しモスクを建て、カルカッタをアリーナガルと改名した。
さらに、同年10月半ば、シラージュ・ウッダウラは勢いに乗じ、従兄弟シャウカト・ジャングの軍を戦闘で破り殺害した。シラージュ・ウッダウラは一連の勝利でその威信を高めたが、従来にも増してさらに傲慢になり、宮廷ではその打倒の陰謀が企てられた。彼らはシラージュ・ウッダウラから軍総司令官ミール・ジャアファルへと太守を代えるため、イギリスと結んで計画を進め。
ところが、同年12月半ば、イギリスの軍司令官ロバート・クライヴがマドラスに到着した。 1757年1月2日に彼はカルカッタを奪還し、シラージュ・ウッダウラに対して宣戦を布告した。
同年2月、シラージュ・ウッダウラはイギリスと、フーグリーで和平交渉を始めたが決着がつかず、クライヴは和平交渉の印象を残し宿舎に帰った。だが、クライヴはベンガル軍に対し夜襲をかけ、不意を突かれたシラージュ・ウッダウラの軍勢は大混乱ののち四散した。このとき、イギリスと内通していたミール・ジャアファルら側近がシラージュ・ウッダウラに対して講和を強く勧め、彼は休戦協定（アリーナガル条約）に調印した。
また、同年3月イギリスは、フランスのベンガルにおける拠点シャンデルナゴルに対し猛攻を加え、耐え切れなくなったフランスは降伏し、フランスはベンガルにおける重要な拠点を失った。だが、シラージュ・ウッダウラは彼のもとに逃亡したフランス人を保護し、イギリスの引き渡し要求に応じなかったため再び対立が生じた。

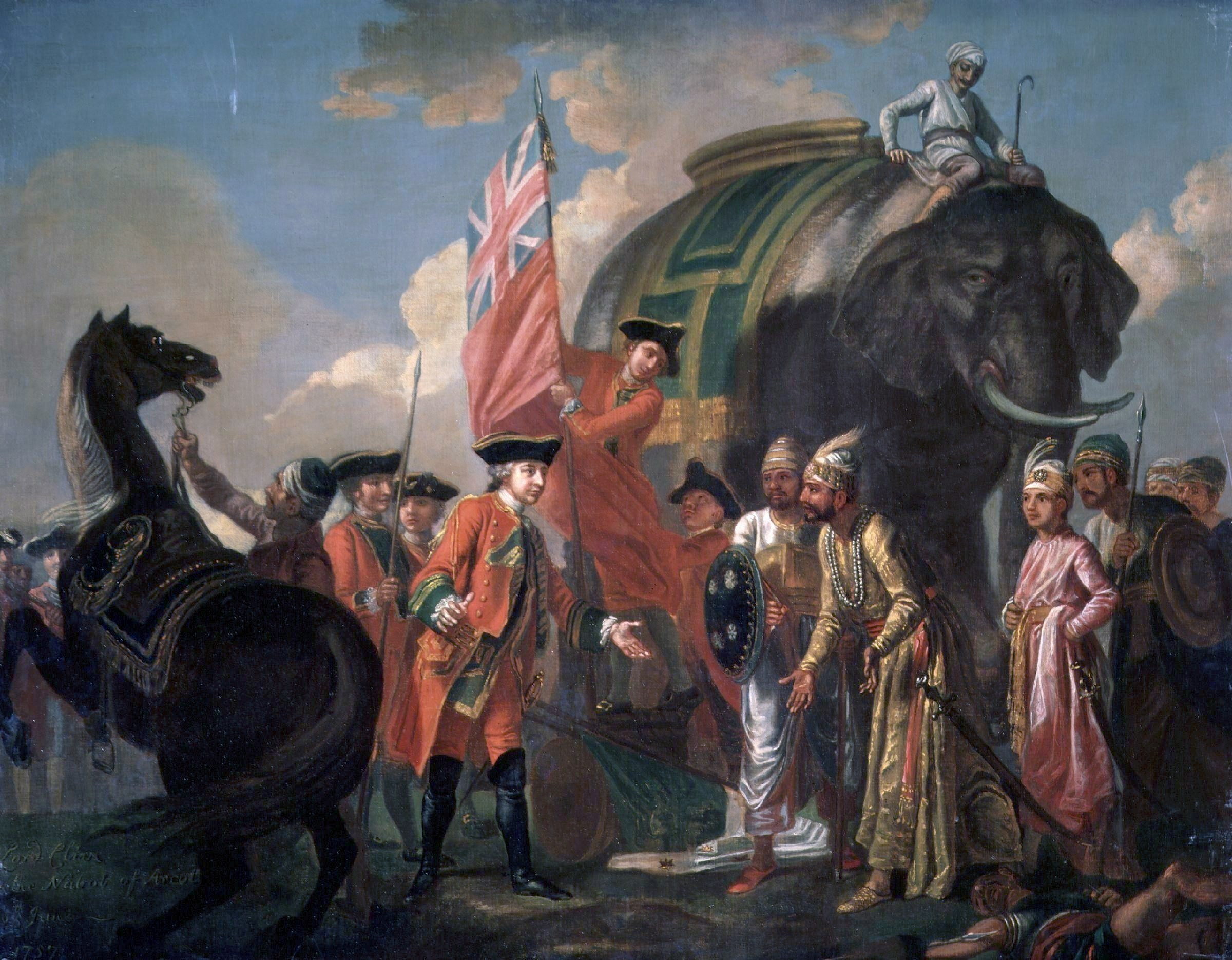
プラッシーの戦いののち、ロバート・クライヴと面会するミール・ジャアファル

一方、6月4日、イギリスは内通していたミール・ジャアファルとの間に条約を結び、シラージュ・ウッダウラ打倒後の太守位を約束された。その条約では、シラージュ・ウッダウラのカルカッタ攻撃で被った損害の賠償として1000万ルピーの支払い、カルカッタの南カールピーまでの地がイギリスのザミーンダーリーに置かれ、他のザミーンダールと同様の方法でその租税を太守に納入することなどが定められた。シラージュ・ウッダウラはそのころになってようやく自分の周りを取り巻く陰謀に気づき、ミール・ジャアファルに懸念を伝えに行ったが、ミール・ジャアファルは上手くごまかしたため、ともにカルカッタ近郊のプラッシーへと向かった。
6月23日、シラージュ・ウッダウラ率いる大軍はロバート・クライヴの率いる少数の軍勢とプラッシーで激突した（プラッシーの戦い）。だが、軍勢の大部分を率いていたミール・ジャアファルはイギリスとの条約で非協力を約束していたため、戦いを傍観するだけであった。シラージュ・ウッダウラは戦いに敗れて逃げ、ミール・ジャアファルは公然とクライヴと合流し、勝利の祝意を述べた。
そして、同月末、ミール・ジャアファルはムルシダーバードに入城し、新たなベンガル太守となった。一方、シラージュ・ウッダウラは逃げきれずに捕えられ、7月4日に殺害され、その遺体は首都ムルシダーバードへと運ばれた。

### ミール・ジャアファルの憂い

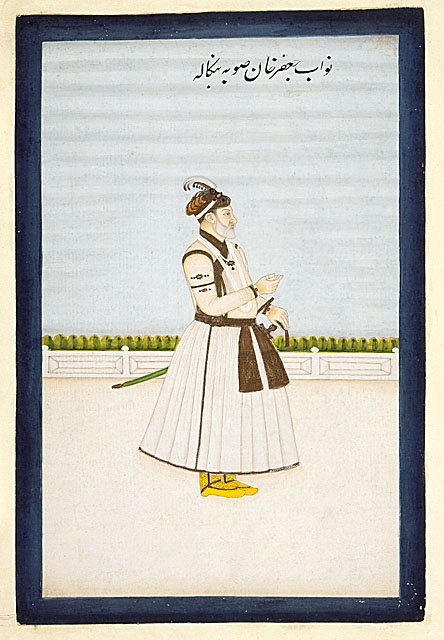
ミール・ジャアファル

プラッシーの戦いののち、ミール・ジャアファルは新太守となったが、同時に事前に結ばれていた条約が発効した。彼はイギリス東インド会社に約束されていた地域のザミーンダーリーを与えたほか、2250万ルピー、会社役員には580万ルピーを支払うこととなったが、そのほかにもクライヴをはじめ会社職員が贈り物や賄賂を要求したため、支払いは結果的に3000万ルピーを越えるものとなった。また、イギリスにベンガル、ビハール、オリッサにおける自由交易権を与え、私貿易での関税を無税にした。
この支払はベンガルの財政を破綻させ、ミール・ジャアファルは支払いのためザミーンダールから容赦なく取り立て、彼らからは反抗を受けることとなり、一部はイギリスに保護を求めるありさまだった。そのため、やりきれなくなったミール・ジャアファルは、酒やハーレム浸りとなり、遂には麻薬まで手を出すようになった。
このベンガルの状況に対し、1760年にマラーターがベンガル領内に侵攻してきたが、ミール・ジャアファルの要請で出動したイギリス軍によって追い払われ、また家臣ハーディム・フサインが反乱を起こしたが、これもイギリスによって鎮圧された。もはや、ベンガルはイギリスの援助なしでは1日として存続できないようになっていた。
同年、ベンガル知事となっていたクライヴは帰国し、新たにヘンリー・ヴァンシタートが引き継いだ。彼はミール・ジャアファルに巨額の支払いを続ける代わりにチッタゴンの収租権をイギリス東インド会社に授与するよう提案したが、彼は同意しなかった。
そこで、ヴァンシタートは首都ムルシダーダーバードの宮殿にいたミール・ジャアファルに退位を迫ったが、彼は頑として受け入れようとしなかった。だが、交渉が行われている間にベンガル軍が反乱を起こしたため、3月にミール・ジャアファルは退位を余儀なくされた。

### ミール・カーシムの反英闘争

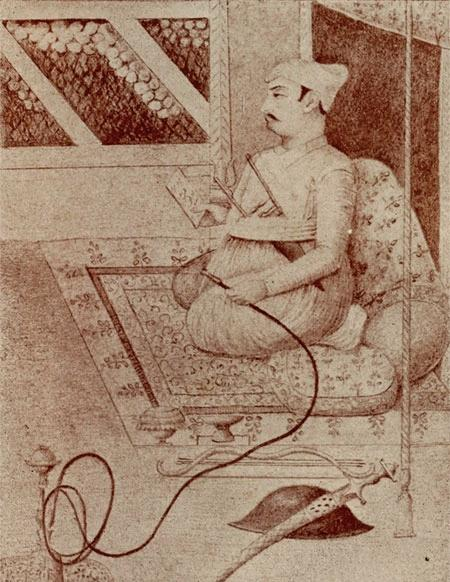
ミール・カーシム

同月、イギリスはミール・ジャアファルの後任として、ミール・ジャアファルの娘婿であるミール・カーシムを新たなベンガル太守に任命した。このミール・カーシムという人物は才覚と強い意志を持つ人物であった。以前から義父ミール・ジャアファルの政治を補佐しており、その在任中に頻発した反乱をなだめて鎮圧するなど、イギリス側からも注目されていた人物でもあった。
だが、ミール・カーシムも自分をベンガル太守に擁立する代償にイギリスと秘密協定を交わしており、チッタゴン、ミドナープル、バルダマーンの収租権を授与することのほか、ヴァンシタートに50万ルピー、イギリス東インド会社の高官に175万ルピー、イギリス東インド会社に150万ルピー、あわせて総額325万ルピーの支払いを約束していた。そのため、ミール・カーシムは様々な名目でその費用をザミーンダールから徴収し、支払わない者は財産を没収するなど強権的な態度に出たが、長年徴収されてばかりいたザミーンダールらの反感を買い、一部のザミーンダールは反乱まで起こした。
こうなると、ミール・カーシムがだんだんとイギリスの支配から独立したいと思うようになるのも無理はなかった。彼はヨーロッパ人の軍事教官を雇い入れ、兵器も最新のものにするなどベンガル軍の改革に乗り出した。首都をムルシダーバードからビハールのムンガーに移転し、イギリスから軍の強化を悟られないようにした。
さらに、ミール・カーシムはベンガル軍の改革の成果をみるため、国境を接する隣国ネパールに密かに侵攻した。一応、ネパール軍を破ったが、ゲリラの抵抗が強く領土を保持できず、占領地からは撤退した。無論、これら一連の出来事は、ミール・カーシムとイギリスとの関係を悪化させた。
また、問題となっていたのはこれだけではなく、1717年の勅令に基づいて行われていた、イギリス東インド会社社員による私貿易の関税も問題であった。1717年にイギリスが皇帝ファッルフシヤルから与えられたベンガルにおける関税の免除特権は、「船によって国に輸入され、もしくは国から輸出される品物について、会社の封印のある許可状を提示したもののみ関税を免除される」というものだった。
だが、イギリス東インド会社の職員はプラッシーの戦い以降、勅許の内容を勝手に広く解釈し、彼らはすべての私貿易と広範な品物の取引が無税であると主張するようになったため、1761年12月にミール・カーシムはイギリス東インド会社の社員によるすべて私貿易について、その税を支払うようイギリス東インド会社へと通達した。しかし、イギリス東インド会社の高官も私貿易をおこなっており、ベンガル側の人間も賄賂を受け取り見逃がしたためほとんど効果がなかった。
また、1762年にミール・カーシムはイギリスが様々な方法でベンガルの人々を苦しめていることを、イギリスのインド人代理に不正があったことを併せてイギリスに抗議した。たとえば、地元商人にイギリスの商品を扱わせなかったり、イギリスが徴税権を持つ土地において地元農民から農作物を4分の1の値段で強制的に買い上げたりする代わり、自分たちからは高く買わせ、違反者に厳しい対応をとるというものであった。だが、イギリス側はこれらの要求を無視し続けたため、ミール・カーシムとイギリスの関係はさらに悪化した。
1763年2月、ミール・カーシムは関税問題の解決策として、地元商人だけが不利にならぬよう、すべての商品関税を無税にさせる措置をとったが、イギリスは太守に対して特権を守るようにと猛反対した。こののち、両者は折り合いがつかなくなったため、同年7月初めにイギリス側はミール・カーシムを廃位し、前太守ミール・ジャアファルの再任を決定した。
この決定に対し、ミール・カーシムはついにイギリスの横暴への怒りが爆発し、彼はイギリスとの戦争を決意した。だが、ミール・カーシムは度重なる味方の裏切りにあって敗れ、同年10月末にイギリス軍はパトナに攻めてきた際、戦意を失っていた彼はアワド太守のシュジャー・ウッダウラの保護を受けるためにアワドへと逃げた。

### ディーワーニーの授与とベンガル太守の年金生活者化

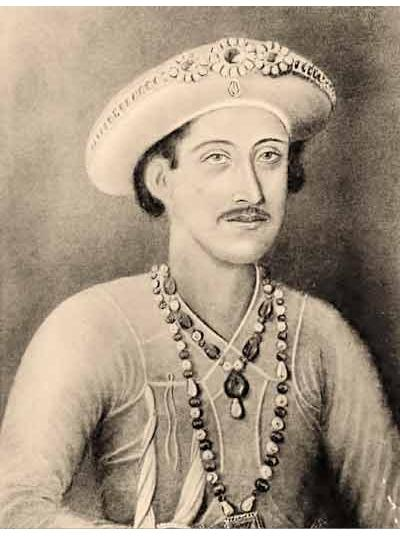
ナジュムッディーン・アリー・ハーン

ミール・カーシムはアワド太守シュジャー・ウッダウラの保護をうけ、元の状態に戻れるよう援助を約束され、同様にシュジャー・ウッダウラに保護されていたムガル帝国の皇帝シャー・アーラム2世とも合流した。三者はまずミール・カーシムのためにベンガルを取り戻すことを決定し、1764年10月23日、三者連合軍はビハールとアワドの州境にあるブクサールでイギリス軍7000と会戦したが、この戦いは1日で終結し、結果はイギリスの圧勝であった。（ブクサールの戦い）。
1765年2月、ミール・ジャアファルが死亡し、その息子ナジュムッディーン・アリー・ハーンが太守位を継承した。だが、イギリスはその継承を認める代わり、ベンガル、ビハール、オリッサ3州の行政権に関してはイギリスが自由に任免できる副太守が行うこととした。
その後、同年8月16日にブクサールの戦いの講和条約アラーハーバード条約が締結され、イギリスはこのアラーハーバード条約により、ムガル皇帝からベンガル、ビハール、オリッサ3州のディーワーニー（州財務長官の職務・それに付随する権限）を獲得した。
イギリスがこの条約で獲得した三州のディーワーニーの存在は大きく、これは三州を割譲されたわけではなかったが、イギリスが帝国の州財務長官としての諸税の徴収・支出の職務・権限を皇帝により認められたということである。イギリスにディーワーニーを与えたということは、事実上この三州の領有を許したも同然であった。
また、イギリスは行政権を通して司法権を行使することも可能であったが、ベンガル太守が存続していたため、これらの地域は二重統治（二元統治）となった。とはいえ、形式的にはベンガル太守の領土はムガル帝国領だったものの、実質的にはイギリスに管理され、皇帝も太守も行政に関しては関与できなくなった。
9月30日、ナジュムッディーン・アリー・ハーンはアラーハーバード条約を受けて、イギリスにベンガル、ビハール、オリッサの3州のディーワーニーを授与した。
ディーワーニーがイギリスに与えられたことで、ベンガル太守は租税収入がなくなり、イギリスのもとで年金受給者化し、ベンガル太守は年額540万ルピーを内廷費としてあてがわれた。
イギリスは最初は間接統治を行い、ベンガルとビハール、オリッサにはインド人の代理ディーワーンを配置して収祖権を行使した。その理由は、またベンガルという不安定な政治にかかわることで、貿易活動で生み出される巨額の利益を失いことを恐れたからであった。だが、徴税業務を行う太守の役人への不信感、そして新たな戦争を行うため莫大な資金を必要とした。
そのため、1772年5月14日にベンガル知事ウォーレン・ヘースティングスはディーワーニーを受諾し、自ら徴税業務を行うことにし、同時に行政・司法も直接統治に移行されることとなった。ここにベンガル太守の領有権は事実上失われ、ベンガルの植民地化は決定した。またこのとき、代替わりの度に減額されていた太守への内廷費は160万ルピーへと固定された。
1793年9月10日、ベンガル太守が保持していたベンガル、ビハール、オリッサの名目上の統治権（ニザーマト）がイギリスに接収された。これにより、ベンガル太守は単なる有名無実の肩書となり、完全にイギリスの年金生活者と化した。

### ベンガル太守の廃止・ムルシダーバード太守の創設

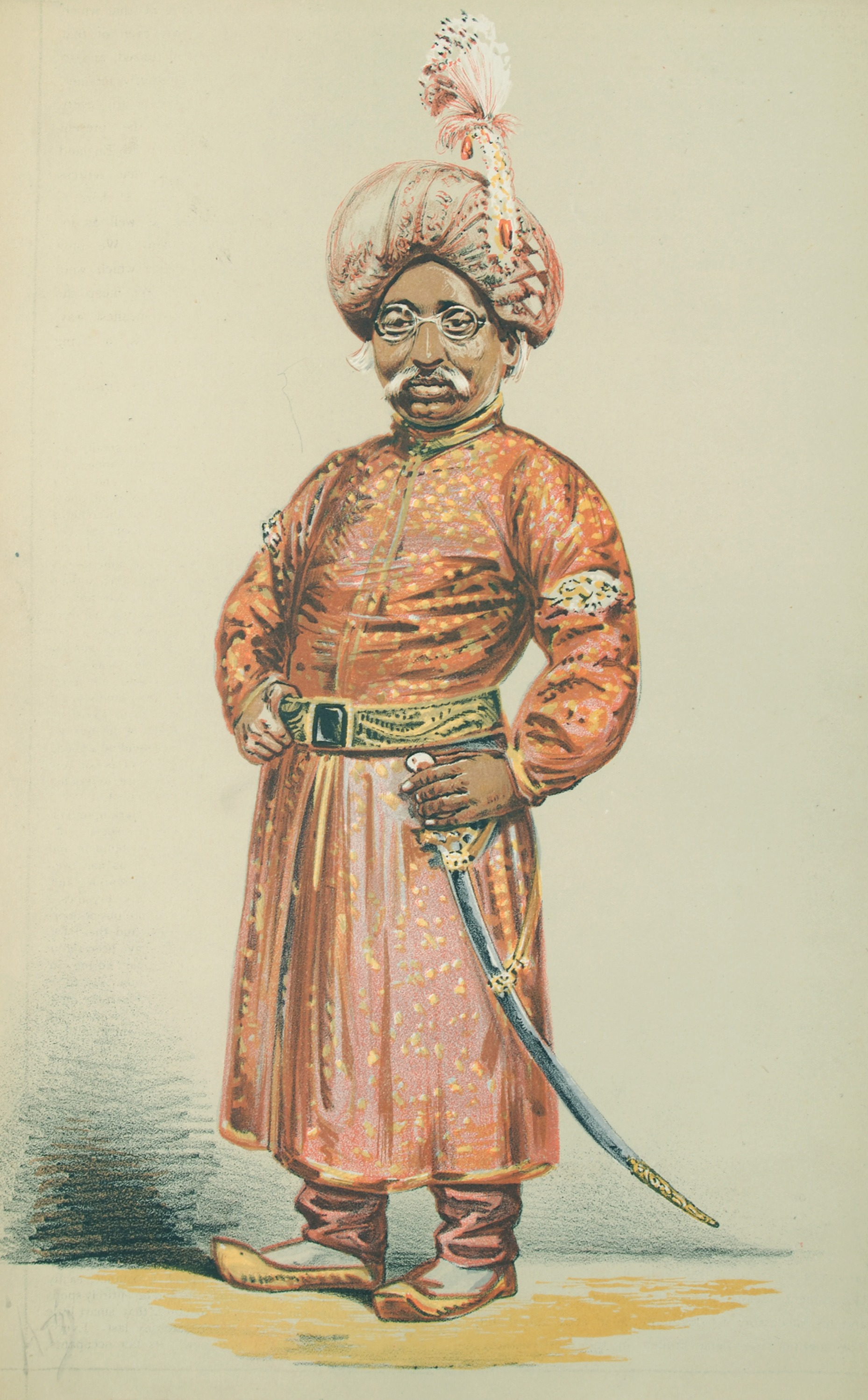
マンスール・アリー・ハーン

その後、1858年にインド大反乱でムガル帝国が滅亡したのちも、名目的ながらもベンガル太守は存続していた。
1880年11月、太守マンスール・アリー・ハーンは退位する際、ベンガル太守の名称を放棄しなければならなかった。これは彼が浪費でイギリスに莫大な借金をしており、
それを帳消しにするためでもあった。なお、この際にイギリスからの年額160万ルピーの年金は廃止され、宝石など財産も処分しなければならなかった。
1882年2月、マンスール・アリー・ハーンの息子で家長なっていたハサン・アリー・ミールザー・ハーンはベンガル太守に代わる称号として、ムルシダーバード太守の称号を採用した。
その後、1891年3月21日にこの称号はイギリスにも認められた。
1947年8月15日、インド・パキスタン分離独立の際、ムルシダーバード区域は東パキスタンに割り当てられ、パキスタンの旗が太守の宮殿ハザールダウリー宮殿に掲げられた。だが、2日後の17日にインドはパキスタンとムルシダーバードとカルナーを交換し、ムルシダーバード区域はインドに併合され、同時にインドの国旗が掲げられた。
こうして、ベンガルのナワーブ王朝はその歴史に幕を閉じた。

## 歴代太守
- ムルシド・クリー・ハーン（Murshid Quli Khan, 在位：1717年 - 1727年）
- シュジャー・ウッディーン・ムハンマド・ハーン （Shuja-ud-Din Muhammad Khan, 在位：1727年 - 1739年）
- サルファラーズ・ハーン（Sarfaraz Khan, 在位：1739年 - 1740年）
- アリーヴァルディー・ハーン（Alivardi Khan, 在位：1740年 - 1756年）
- シラージュ・ウッダウラ（Siraj ud-Daula, 在位：1756年 - 1757年）
- ミール・ジャアファル（Mir Jafar, 在位：1757年 - 1760年）
- ミール・カーシム（Mir Qasim, 在位：1760年 - 1763年）
- ミール・ジャアファル（Mir Jafar, 在位：1763年 - 1765年）（復位）
- ナジュムッディーン・アリー・ハーン（Najm ud-Din Ali Khan, 在位：1765年 - 1766年）
- ナジャーバト・アリー・ハーン（Najabat Ali Khan, 在位：1766年 - 1770年）
- アシュラーフ・アリー・ハーン（Ashraf Ali Khan, 在位：1770年）
- ムバーラク・アリー・ハーン（Ashraf Ali Khan, 在位：1770年 - 1793年）
- バーバル・アリー・ハーン（Babar Ali Khan, 在位：1793年 - 1810年）
- ザイヌッディーン・アリー・ハーン（Zain-ud-Din Ali Khan, 在位：1810年 - 1821年）
- アフマド・アリー・ハーン（Ahmad Ali Khan, 在位：1821年 - 1824年）
- ムバーラク・アリー・ハーン2世（Mubarak Ali Khan, 在位：1824年 - 1838年）
- マンスール・アリー・ハーン（Mansur Ali Khan, 在位：1838年 - 1880年）
- ハサン・アリー・ミールザー・ハーン（Hassan Ali Mirza Khan, 在位：1882年 - 1906年）
- ワーシフ・アリー・ミールザー・ハーン（Wasif Ali Mirza Khan, 在位：1906年 - 1947年）